# Bostream
Bostream var i början av 2000-talet en av Sveriges största leverantörer av bredband till privatpersoner, företag, fastighetsägare och bostadsrättsföreningar. Företaget startade 1998 som det Riksbyggen-ägda Bonet. 2001 blev det brittisktägt och bytte namn till Bostream. 2004 köptes det upp av konkurrenten Bredbandsbolaget.

## Historik

### Bonet
Bonet (LCO BoNet) startades 1998/1999 av Riksbyggen. Målet var att förse de lokala bostadsrättsföreningarna med bredband via antingen ADSL eller LAN.

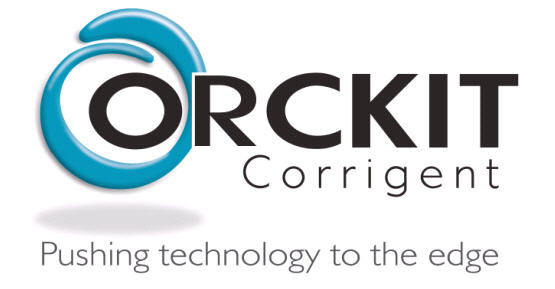
Orckit levererade utrustning till Bonets ADSL-tjänst.

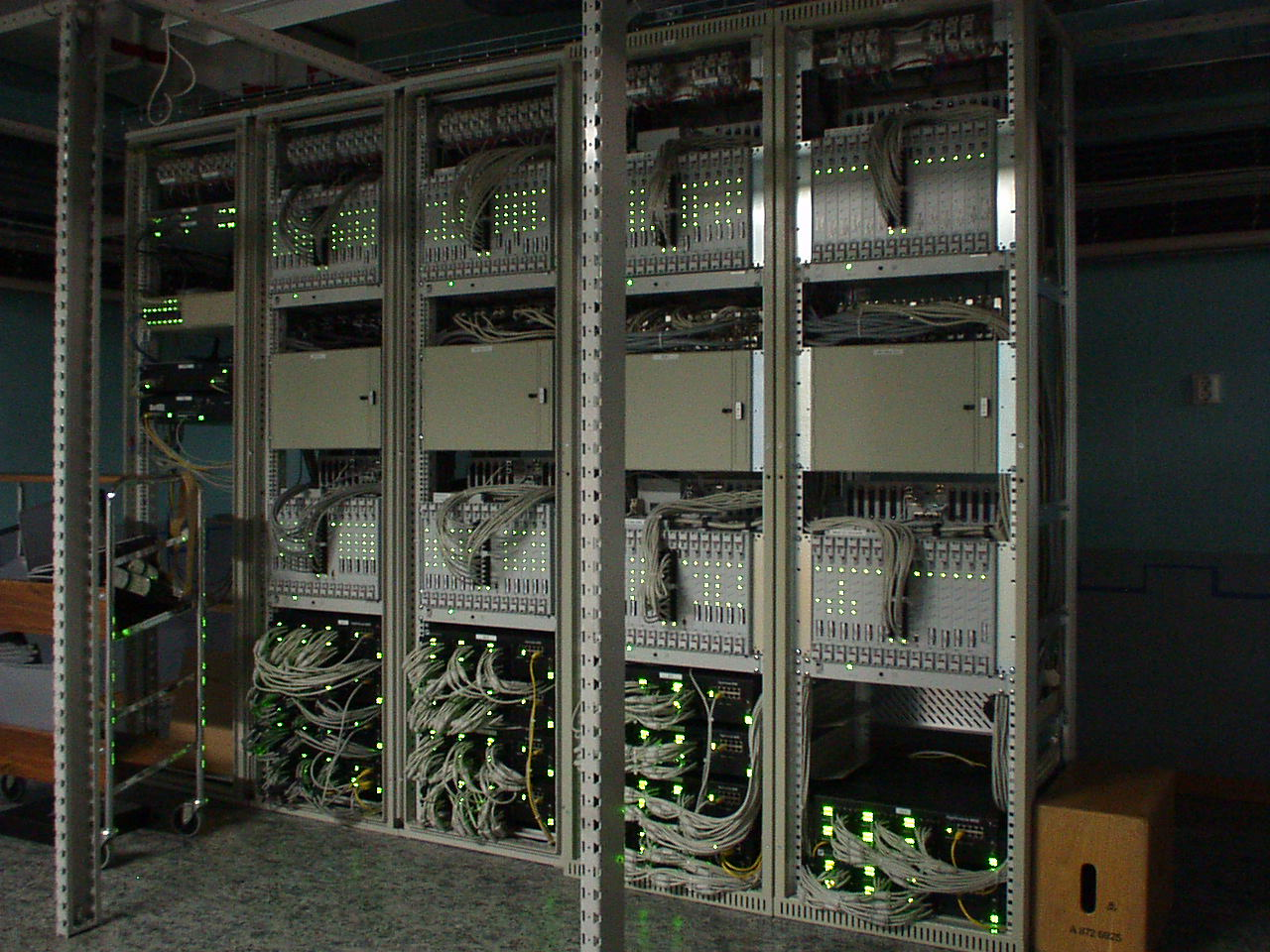
En medelstor Bostream Xstream-nod i en telestation 2002. I nederkant syns svarta modulära MRV accesswitchar och ovanför ADSL-utrustning från Orckit. I mitten på stativet längst till vänster syns en svart coreswitch från MRV.

Företaget samarbetade tidigt med Telia-Skanova i testning och utveckling av ny ADSL-tjänster. I november och december 1999 tog man fram en bredbandstjänst byggd på ADSL-utrustning från bland annat Israelbaserade Orckit (idag Orckit-Corrigent). Tjänsten togs fram i samarbete med en grupp på fyra personer från Telia (Eva Ekelund och Ulf Agert från Telia Megacom, Per-Erik Eriksson från Telia Routernet/Internet och Magnus Benngård extern konsult).
De första testinstallationerna gjordes i Göteborg i januari 2000 i Eklanda KC och därefter på Änggårdens station. Därefter följde en snabb expansion i Göteborg, Stockholm samt andra orter. Bonet blev därmed en av de första stora svenska leverantörerna av bredband (via ADSL).

### Bostream
I april 2001 sålde Riksbyggen sitt Internetbolag till brittiska fastighets- och fondbolaget Regency Holding. I december samma år bytte Bonet namn till Bostream. I samband med namnbytet lanserade man symbolen med en överkorsad snigel, och man marknadsförde sig under de kommande åren som leverantören med de snabbaste ADSL-uppkopplingarna. Orckit-modemen med sin egen ADSL-lösning byttes under 2003 ut mot mer standardiserade Speedtouch-modem från Alcatel.

### Bredbandsbolaget
Den 10 augusti 2004 köptes företaget av konkurrenten Bredbandsbolaget. Det nya bolaget hade 275 000 abonnenter, varav 104 000 kom från Bostream. Bolagsfusionen skedde efter ett år av priskrig och allt högre hastigheter på konsumentmarknaden för Internetuppkopplingar. Det sammanslagna bolaget blev näst störst i Sverige i antal bredbandskunder, över hälften så stort som marknadsledande Telia (26 procents marknadsandel jämfört med 40 procent).

## Hastigheter
ADSL-utvecklingen under 2000-talet kan belysas av hur Bonet/Bostream nästan årligen lanserade nya tjänster. Dessa topphastigheter förutsatte att abonnenten befann sig mindre än ett visst antal kilometer från telestationen.
- 1999/2000 – 2/0,7 Mbit/s (Mbit/s, nedströms/uppströms), Orckit-modem
- 2002 – 2,5/0,7[3][4]
- 200? – 5/?
- 2003 – 8/1
- 2004 – 12/?
- 20?? – 24/?

## Källhänvisningar
1. 1 2 3  Karlberg, Lars Anders (2004-08-10): "Bredbandsbolaget köper Bostream". Arkiverad 29 november 2014 hämtat från the Wayback Machine. Nyteknik.se. Läst 14 november 2014.
2. ↑  "Bostream selects Alcatel for DSL network". Telecompaper.com, 2003-06-17. Läst 14 november 2014. (engelska)
3. ↑  ”Bostream höjer priset kraftigt för ADSL!”. allamedia.com. 10 juni 2002. Arkiverad från originalet den 29 november 2014. https://web.archive.org/web/20141129015910/http://www.allamedia.com/artiklar/artikel_92.shtml. Läst 14 november 2014..
4. ↑  "Strypt adsl från Bostream". Arkiverad 29 november 2014 hämtat från the Wayback Machine. Nyteknik.se, 2002-09-11. Läst 14 november 2014.